# Pianorock
Pianorock är en genre inom rockmusik som är baserad kring ett piano, till skillnad från den elgitarr som traditionellt karaktäriserat rockmusiken. Från 1970-talet och framåt har genren erhållit stark popularitet, bland annat genom Elton John, Freddie Mercury och Billy Joel.

## Exempel på akter inom pianorock
- Ben Folds
- Keane
- The Fray